# Dwudziesty drugi Kneset

Skład XXII Knesetu

Dwudziesty drugi Kneset – dwudziesta druga kadencja parlamentu Izraela odbywająca się w latach 2019–2020. Kneset wyłoniony został w przyśpieszonych wyborach parlamentarnych, które odbyły się 17 września 2019.
Po wyborach parlamentarnych w Izraelu w kwietniu 2019 roku w Knesecie XXI kadencji Binjaminowi Netanjahu z Likudu nie udało się sformować rządu, wskutek braku porozumienia z Awigdorem Liebermanem (przewodniczącym partii Nasz Dom Izrael). W związku z tym 29 maja Kneset przegłosował większością 74:25 samorozwiązanie. Nowe wybory parlamentarne zaplanowano na 17 września.
Po przyspieszonych wyborach Niebiesko-Biali wraz z partnerami mogli liczyć na 55 mandatów w Knesecie, a Likud na 54, ale 10 deputowanych skupiającej partie arabskie Zjednoczonej Listy ogłosiło, że nie wejdzie w skład rządu, w związku z czym prezydent Reuwen Riwlin powierzył misję utworzenia rządu Netanjahu. 21 października Netanjahu ogłosił, że rezygnuje ze starań o utworzenie nowego rządu, gdyż Beni Ganc odmówił rozmów o utworzeniu rządu jedności narodowej, argumentując, że Netanjahu grożą zarzuty korupcyjne.
Ponieważ w wyznaczonym terminie ani Binjaminowi Netanjahu z Likudu, ani przywódcy Niebiesko-Białych Beniemu Gancowi nie udało się sformować nowego rządu, 12 grudnia Kneset przegłosował samorozwiązanie. Nowe wybory parlamentarne odbyły się 2 marca 2020.

## Wyniki wyborów
Oficjalne wyniki wyborów:
| Partia                                                           | Głosy     | %      | Miejsca | Przywódca                                    |
| ---------------------------------------------------------------- | --------- | ------ | ------- | -------------------------------------------- |
| Niebiesko-Biali (Moc Izraela, Telem i Jest Przyszłość)           | 1 151 214 | 25,95% | 33      | Beni Ganc, Ja’ir Lapid, Mosze Ja’alon        |
| Likud                                                            | 1 113 617 | 25,10% | 32      | Binjamin Netanjahu                           |
| Zjednoczona Lista                                                | 470 211   | 10,60% | 13      | Ajman Auda                                   |
| Szas                                                             | 330 199   | 7,44%  | 9       | Arje Deri                                    |
| Nasz Dom Izrael                                                  | 310 154   | 6,99%  | 8       | Awigdor Lieberman                            |
| Zjednoczony Judaizm Tory                                         | 268 775   | 6,06%  | 7       | Ja’akow Litzman                              |
| Jamina (Nowa Prawica, Żydowski Dom i Unia Narodowa)              | 260 665   | 5,87%  | 7       | Ajjelet Szaked, Rafi Perec, Becalel Smotricz |
| Partia Pracy-Geszer                                              | 212 782   | 4,80%  | 6       | Amir Perec, Orli Lewi-Abekasis               |
| Obóz Demokratyczny (Merec, Demokratyczny Izrael, Ruch Zielonych) | 192 495   | 4,34%  | 5       | Niccan Horowic, Ehud Barak, Setaw Szafir     |

### Posłowie
Posłowie wybrani w wyborach:
| Partia                   | Posłowie |
| ------------------------ | --- |
| Niebiesko-Biali          | Beni Ganc, Ja’ir Lapid, Mosze Ja’alon, Gabi Aszkenazi, Awi Nissenkorn, Me’ir Kohen, Miki Chajjimowicz, Ofer Szelach, Jo’az Hendel, Orna Barbiwaj, Micha’el Biton, Jechi’el Mosze Troper, Ja’el German, Cewi Hauzer, Orit Farkasz-Hakohen, Karin Elharrar, Meraw Kohen, Jo’el Razwozow, Asaf Zamir, Jizhar Szaj, Elazar Sztern, Miki Lewi, Omer Jankelewicz, Penina Tamanu, Ghadir Marih, Ram Ben-Barak, Alon Szuster, Jo’aw Segalowicz, Ram Szefa, Bo’az Toporowski, Orli Fruman, Etan Ginzburg, Gadi Jewarkan |
| Likud                    | Binjamin Netanjahu, Juli-Jo’el Edelstein, Jisra’el Kac, Gilad Erdan, Mosze Kachlon, Gidon Sa’ar, Miri Regew, Jariw Lewin, Jo’aw Galant, Nir Barkat, Gila Gamli’el, Awi Dichter, Ze’ew Elkin, Chajjim Kac, Eli Kohen, Cachi Hanegbi, Ofir Akunis, Juwal Steinitz, Cippi Chotoweli, Dawid Amsalem, Amir Ochanna, Ofir Kac, Etti Chawa Atijja, Jo’aw Kisz, Dawid Bitan, Keren Barak, Szelomo Karaj, Miki Zohar, Jifat Szasza-Bitton, Szaren Haskel, Michal Szir Segman, Katrin Szitrit                            |
| Zjednoczona Lista        | Ajman Auda, Metanes Szechade, Ahmad at-Tajjibi, Mansur Abbas, Ajida Tuma-Sulajman, Walid Taha, Ofer Kasif, Hiba Jazbak, Usama Sadi, Jusuf Dżabarin, Sa’id Alcharumi, Dżabar Asatra, Sami Abu Szechade |
| Szas                     | Arje Deri, Jicchak Kohen, Meszullam Nahari, Ja’akow Margi, Jo’aw Ben Cur, Micha’el Malchieli, Mosze Arbel, Jinnon Azulaj, Mosze Abutbul |
| Nasz Dom Izrael          | Awigdor Lieberman, Oded Forer, Jewgienij Sowa, Eli Awidar, Julia Malinowski, Hamad Amar, Aleks Kuszner, Mark Jefremow |
| Zjednoczony Judaizm Tory | Ja’akow Litzman, Mosze Gafni, Me’ir Porusz, Uri Maklew, Ja’akow Tesler, Ja’akow Aszer, Jisra’el Eichler |
| Jamina                   | Ajjelet Szaked. Rafi Perec, Becalel Smotricz, Naftali Bennett, Moti Jogew, Ofir Sofer, Matan Kahane |
| Partia Pracy-Geszer      | Amir Perec. Orli Lewi-Abekasis, Icik Szmuli, Szelli Jachimowicz, Meraw Micha’eli, Omer Bar-Lew, Rewital Swid |
| Obóz Demokratyczny       | Niccan Horowic, Setaw Szafir, Ja’ir Golan, Tamar Zandberg, Ilan Gilon |